# Taça de Portugal 2008-2009
La Taça de Portugal 2008-09 fu la 69ª edizione della Coppa calcistica del Portogallo.
Si tenne dal 30 agosto 2008 al 21 maggio 2009, giorno della finale che si svolse allo Stadio Nazionale tra Paços Ferreira e Porto e che vide la vittoria di quest'ultima per la quattordicesima volta.

## Primo turno
A questo turno partecipano tutte le squadre di Segunda e Terceira Divisão, ad eccezione di alcune che entreranno direttamente al secondo turno. Le partite si sono giocate tra il 30 agosto e il 7 settembre 2008.
| Squadra 1              | Risultato           | Squadra 2            |
| ---------------------- | ------------------- | -------------------- |
| Valdevez               | 2 - 0               | União Serra          |
| Rio Maior              | 0 - 1               | Paredes              |
| Oriental Lisbona       | 1 - 0               | Silves               |
| Camacha                | 1 - 0               | Moreirense           |
| Messinense             | 2 - 1               | Praiense             |
| Caniçal                | 3 - 0               | G.D. Beira-Mar       |
| Bragança               | 2 - 0               | 1° Dezembro          |
| Castrense              | 2 - 3               | Carregado            |
| Leça                   | 1 - 3               | Chaves               |
| Infesta                | 3 - 3 (6 - 5 dcr)   | Machico              |
| Vigor Mocidade         | 3 - 3 (10 - 11 dcr) | Limianos             |
| Lixa                   | 2 - 1               | Oliveirense          |
| Farense                | 0 - 2               | Moncorvo             |
| Marinhense             | 2 - 3               | Rabo de Peixe        |
| Peniche                | 2 - 2 (5 - 4 dcr)   | Fafe                 |
| Vilanovense            | 1 - 2               | Serzedelo            |
| Penamacorense          | 2 - 1               | Igreja Nova          |
| Sporting Pombal        | 0 - 3               | Joane                |
| Monsanto               | 2 - 2 (4 - 5 dcr)   | Olivais e Moscavide  |
| Águeda                 | 0 - 1 (dts)         | Ribeira Brava        |
| Boavista de São Mateus | 1 - 1 (5 - 3 (dcr)  | Nelas                |
| Lousanense             | 1 - 4               | Atlético Reguengos   |
| União de Lamas         | 1 - 0               | Aljustrelense        |
| Vila Real              | 2 - 0               | União Micaelense     |
| Vitória do Pico        | 2 - 2 (6 - 7 dcr)   | Arouca               |
| Pescadores             | 0 - 1               | Mãe d'Água           |
| Real Sport Clube       | 2 - 0               | Macedo de Cavaleiros |
| Fabril do Barreiro     | 1 - 1 (4 - 2 dcr)   | Pampilhosa           |
| Pontassolense          | 3 - 3 (5 - 7 dcr)   | Oliveira do Bairro   |
| Tirsense               | 2 - 1               | Penalva              |
| Mirandela              | 1 - 4               | Pinhalnovense        |
| São João de Ver        | 0 - 2 (dts)         | Atlético CP          |
| Espinho                | 1 - 2               | Lourosa              |
| Odivelas               | 5 - 0               | Alpendorada          |
| Angrense               | 1 - 0               | Quarteirense         |
| Milheiroense           | 2 - 0               | Unhais da Serra      |
| Juventude de Évora     | 0 - 1               | Sintrense            |
| Sátão                  | 1 - 1 (5 - 6 dcr)   | Rebordosa            |
| Cova da Piedade        | [ 1 ]               | Maia                 |
| Tondela                | 1 - 1 (3 - 4 dcr)   | Cartaxo              |
| Marítimo               | 1 - 2               | Sanjoanense          |
| Atalaia do Campo       | 1 - 2 (dts)         | Santana              |
| Amarante               | 1 - 2               | Ribeirão             |
| Esmoriz                | 3 - 2               | Anadia               |
| Capelense              | 0 - 2               | Aliados Lordelo      |
| Sertanense             | 1 - 0               | Tocha                |
| Lusitano               | 1 - 1 (4 - 6 dcr)   | Fiães                |
| Torres Novas           | 0 - 1               | Lousada              |
| Atlético Cacém         | 1 - 0               | Tourizense           |
| Barreirense            | 1 - 3               | Operário dos Açores  |
| Padroense              | 3 - 0               | Vilaverdense         |
| Fão                    | 1 - 3               | Mafra                |
| Crato                  | 2 - 1               | Eléctrico            |
| Penafiel               | 3 - 0               | Casa Pia             |
| Valecambrense          | 1 - 2               | Campinense           |
| Sourense               | 2 - 0               | Avanca               |
| Benfica e C.B.         | 0 - 2               | O Elvas              |
| Merelinense            | 1 - 0               | Vianense             |
| Gândara                | 3 - 1               | Câmara de Lobos      |
| Vieira                 | 1 - 0               | Oliveira do Douro    |
| Prado                  | 2 - 3               | Maria da Fonte       |

## Secondo turno
A questo turno partecipano le squadre qualificate dal primo turno, i club della Liga de Honra e i club della Segunda e Terceira Divisão che non hanno dovuto prendere parte al primo turno. Le partite si sono svolte il 14 settembre 2008.
| Squadra 1              | Risultato         | Squadra 2           |
| ---------------------- | ----------------- | ------------------- |
| Vieira                 | 0 - 1             | Camacha             |
| Penamacorense          | 0 - 3             | Desp. Aves          |
| Carregado              | 0 - 3             | União Leiria        |
| Benfica                | 0 - 1             | Rebordosa           |
| Covilhã                | 3 - 0             | Milheiroense        |
| Torreense              | 3 - 0             | Oliveira do Bairro  |
| Crato                  | 2 - 3             | Portimonense        |
| Limianos               | 1 - 3             | Beira-Mar           |
| Lusitânia              | 0 - 3             | Angrense            |
| Fornos de Algodres     | 1 - 2             | Operário dos Açores |
| Santa Clara            | 1 - 0             | Fiães               |
| Portosantense          | 0 - 1 (dts)       | Fabril do Barreiro  |
| Pinhalnovense          | 2 - 0             | Atlético CP         |
| Tirsense               | 0 - 1             | Olivais e Moscavide |
| Sanjoanense            | 1 - 0             | Cova da Piedade     |
| Ribeira Brava          | 1 - 1 (4 - 6 dcr) | Cinfães             |
| Mafra                  | 2 - 2 (6 - 7 dcr) | Sertanense          |
| Boavista de São Mateus | 2 - 1             | Lourosa             |
| Oriental Lisbona       | 0 - 1             | Feirense            |
| Boavista               | 2 - 0             | O Elvas             |
| Amares                 | 3 - 1             | Mondinense          |
| Valdevez               | 2 - 1 (dts)       | Oliveirense         |
| Campinense             | 1 - 3             | União Madeira       |
| Mãe d'Água             | 2 - 3             | Gândara             |
| Estoril Praia          | 1 - 0             | Bragança            |
| Ribeirão               | 1 - 1 (4 - 3 dcr) | Joane               |
| Aliados Lordelo        | 1 - 0             | Real Sport Clube    |
| Marinhas               | 2 - 5 (dts)       | Odivelas            |
| Caniçal                | 5 - 0             | Vila Meã            |
| Penafiel               | 3 - 0             | Vila Real           |
| Académico de Viseu     | 1 - 2 (dts)       | Vizela              |
| Esmoriz                | 2 - 0             | Atlético Cacém      |
| Messinense             | 0 - 4             | Olhanense           |
| Padroense              | 0 - 3 (dts)       | Gondomar            |
| Atlético Reguengos     | 2 - 0             | Caldas              |
| Lagoa                  | 0 - 2             | Chaves              |
| Varzim                 | 7 - 0             | Lixa                |
| Lousada                | 2 - 0             | Infesta             |
| Moncorvo               | 3 - 1             | Serzedelo           |
| Santana                | 7 - 0             | Cartaxo             |
| Gil Vicente            | 1 - 0             | Louletano           |
| Merelinense            | 0 - 1 (dts)       | Freamunde           |
| Peniche                | 5 - 0             | Sourense            |
| Coimbrões              | 1 - 1 (3 - 5 dcr) | Fátima              |
| Sintrense              | 0 - 1             | Arouca              |
| Abrantes               | [ 2 ]             | Paredes             |
| União de Lamas         | 4 - 1             | Rabo de Peixe       |
| Madalena               | 2 - 3 (dts        | Maria da Fonte      |

## Terzo turno
A questo turno partecipano le squadre qualificate dal secondo turno e le squadre appartenenti alla Primeira Liga. Le partite si sono giocate il 19 ottobre 2008.
| Squadra 1              | Risultato         | Squadra 2           |
| ---------------------- | ----------------- | ------------------- |
| Vitória Setúbal        | 1 - 0             | Ribeirão            |
| Aliados Lordelo        | 0 - 1             | Trofense            |
| Paredes                | 1 - 2             | Cinfães             |
| Amares                 | 0 - 3             | Belenenses          |
| Boavista de São Mateus | 0 - 1             | Naval               |
| Portimonense           | 2 - 1             | Pinhalnovense       |
| Leixões                | 4 - 1 (dts)       | Caniçal             |
| Covilhã                | 1 - 2 (dts)       | Varzim              |
| Boavista               | 1 - 0             | Lousada             |
| Estrela Amadora        | 2 - 0             | Operário dos Açores |
| Santana                | 1 - 0             | Odivelas            |
| Vizela                 | 3 - 0             | Estoril Praia       |
| União Madeira          | 2 - 1             | Camacha             |
| Fabril do Barreiro     | 0 - 1             | Olivais e Moscavide |
| Santa Clara            | 1 - 0             | Freamunde           |
| Beira-Mar              | 3 - 0             | Atlético Reguengos  |
| Fátima                 | 1 - 1 (5 - 2 dcr) | Feirense            |
| Arouca                 | 0 - 0 (3 - 1 dcr) | Marítimo            |
| Paços Ferreira         | 3 - 0             | Rebordosa           |
| União Leiria           | 0 - 1             | Sporting Lisbona    |
| Sertanense             | 0 - 4             | Porto               |
| Chaves                 | 0 - 1             | Braga               |
| Esmoriz                | 4 - 3 (dts)       | Maria da Fonte      |
| Vitória Guimarães      | 4 - 2             | União de Lamas      |
| Sanjoanense            | 1 - 1 (5 - 6 dcr) | Gondomar            |
| Desp. Aves             | 6 - 0             | Gândara             |
| Benfica                | 0 - 0 (5 - 3 dcr) | Penafiel            |
| Torreense              | 0 - 2             | Académica           |
| Nacional               | 4 - 0             | Angrense            |
| Olhanense              | 1 - 1 (2 - 5 dcr) | Valdevez            |
| Gil Vicente            | 3 - 2 (dts)       | Rio Ave             |
| Peniche                | 1 - 3             | Moncorvo            |

## Quarto turno
Le partite si sono giocate il 9 novembre 2008.
| Squadra 1           | Risultato         | Squadra 2         |
| ------------------- | ----------------- | ----------------- |
| Boavista            | 0 - 2             | Vitória Guimarães |
| Olivais e Moscavide | 2 - 0             | Beira-Mar         |
| Arouca              | 0 - 0 (1 - 3 dcr) | Paços Ferreira    |
| Portimonense        | 3 - 0             | Varzim            |
| Nacional            | 1 - 0             | Braga             |
| Santa Clara         | 2 - 0             | União Madeira     |
| Vizela              | 3 - 1             | Esmoriz           |
| Gondomar            | 0 - 2             | Trofense          |
| Naval               | 3 - 2 (dts)       | Belenenses        |
| Sporting Lisbona    | 1 - 1 (5 - 6 dcr) | Porto             |
| Leixões             | 3 - 0 (dts)       | Santana           |
| Cinfães             | 1 - 0             | Fátima            |
| Valdevez            | 1 - 0             | Gil Vicente       |
| Académica           | 0 - 1             | Estrela Amadora   |
| Moncorvo            | 0 - 4             | Vitória Setúbal   |

## Quinto turno
Le partite si sono giocate il 13 e il 14 dicembre 2008.
| Squadra 1       | Risultato         | Squadra 2           |
| --------------- | ----------------- | ------------------- |
| Vitória Setúbal | 0 - 1             | Vitória Guimarães   |
| Valdevez        | 3 - 1             | Santa Clara         |
| Estrela Amadora | 1 - 0 (dts)       | Olivais e Moscavide |
| Paços Ferreira  | 4 - 1             | Vizela              |
| Leixões         | 0 - 0 (5 - 4 dcr) | Benfica             |
| Cinfães         | 1 - 4             | Porto               |
| Trofense        | 2 - 4             | Nacional            |
| Naval           | 3 - 0             | Penafiel            |

## Quarti di finale
Le partite si sono giocate tra il 28 gennaio e il 17 febbraio 2009.
| Squadra 1         | Risultato         | Squadra 2       |
| ----------------- | ----------------- | --------------- |
| Paços Ferreira    | 5 - 3             | Naval           |
| Porto             | 1 - 0             | Leixões         |
| Valdevez          | 1 - 1 (2 - 4 dcr) | Nacional        |
| Vitória Guimarães | 0 - 1             | Estrela Amadora |

| Arbitro: | Henriques |

|                                                                     |           |                            |
| Rui Miguel 4’ 51’ Pedrinha 18’ (rig.) Ricardo 28’ Paulão 30’ (aut.) | Marcatori | 10’ 21’ Marinho 45+2’ Dudu |

| Arbitro: | Ferreira |

|             |           |  |
| González 5’ | Marcatori |  |

| Arbitro: | Santos |

|                             |                      |                                        |
| Diego 44’                   | Marcatori            | 38’ Mateus                             |
| Léo Souza Telmo Sérgio Alan | Tiri di rigore 1 – 3 | Bruno Amaro Mateus Miguel Fidalgo Nenê |

| Arbitro: | Sousa |

|  |           |            |
|  | Marcatori | 83’ Varela |

## Semifinali
L'andata si è giocata il 3 e il 22 marzo, il ritorno il 22 aprile 2009.
| Squadra 1      | Totale | Squadra 2       | Andata | Ritorno |
| -------------- | ------ | --------------- | ------ | ------- |
| Porto          | 3 - 2  | Estrela Amadora | 2 – 0  | 1 – 2   |
| Paços Ferreira | 5 – 4  | Nacional        | 2 – 2  | 3 – 2   |

### Andata
| Arbitro: | Miguel |

|                           |           |                     |
| Leandro Tatu 17’ Dédé 63’ | Marcatori | 29’ Mateus 34’ Nenê |

| Arbitro: | Baptista |

|                                             |           |  |
| Lucho González 34’ (rig.) Raul Meireles 38’ | Marcatori |  |

### Ritorno
| Arbitro: | Benquerença |

|                             |           |                                                 |
| Luís Alberto 39’ Mateus 47’ | Marcatori | 15’ (rig.) 90+1’ (rig.) Pedrinha 20’ Rui Miguel |

| Arbitro: | Xistra |

|                            |           |           |
| Rui Varela 34’ Cardoso 42’ | Marcatori | 4’ Farías |

## Finale
La finale si è giocata il 21 maggio 2009 all'Estádio Nacional do Jamor di Oeiras.
| Arbitro: | Paulo Costa |

|                   |           |  |
| Lisandro López 6’ | Marcatori |  |

| Porto | Paços de Ferreira |

| Porto             |    |                    |     |     |
|                   |    |                    |     |     |
| P                 | 33 | Nuno               |     |     |
| TS                | 28 | Cissokho           |     |     |
| DC                | 14 | Rolando            |     |     |
| DC                | 2  | Bruno Alves        |     |     |
| TD                | 13 | Fucile             |     |     |
| CS                | 12 | Hulk               |     | 90’ |
| CC                | 16 | Raul Meireles      |     |     |
| CC                | 11 | Mariano González   |     | 69’ |
| CD                | 25 | Fernando           |     |     |
| TRQ               | 10 | Cristian Rodríguez | 83’ | 88’ |
| A                 | 9  | Lisandro López     |     |     |
| Sostituti:        |    |                    |     |     |
| CC                |    | Tomás Costa        |     | 69’ |
| CC                |    | Guarín             |     | 88’ |
| A                 |    | Farías             |     | 90’ |
| Allenatore:       |    |                    |     |     |
| Jesualdo Ferreira |    |                    |     |     |

| Paços Ferreira |    |                   |       |     |
|                |    |                   |       |     |
| P              | 12 | Cássio            |       |     |
| TS             | 14 | Jorginho          | 87’   |     |
| DC             | 4  | Danielson         |       |     |
| DC             | 17 | Kelly             | 88’   |     |
| TD             | 19 | Ricardo           |       |     |
| CS             | 13 | Prieto            |       | 65’ |
| CC             | 8  | Pedrinha          |       | 80’ |
| CC             | 77 | Dedé              |       | 72’ |
| CD             | 96 | Filipe Anunciação | 90+3’ |     |
| A              | 18 | Rui Miguel        |       |     |
| A              | 10 | Cristiano         |       |     |
| Sostituti:     |    |                   |       |     |
|                |    | William           |       | 65’ |
|                |    | Ferreira          |       | 72’ |
| TS             |    | Chico Silva       |       | 80’ |
| Allenatore:    |    |                   |       |     |
| Paulo Sérgio   |    |                   |       |     |